# Orthogeomys cuniculus
Orthogeomys cuniculus е вид бозайник от семейство Гоферови (Geomyidae).

## Разпространение
Видът е разпространен в Мексико (Оахака).